# 쑹사오칭
쑹사오칭(중국어: 宋少卿, 병음: Sòng Shàoqīng, 한자음: 송소경, 1967년 7월 24일 ~ )은 중화민국 화롄현 출신의 연예인 및 배우다. 